# SEAT Córdoba
SEAT Córdoba este versiunea sedan a modelului Ibiza, produs de constructorul spaniol SEAT din 1993. A doua generație de Córdoba este practic identică modelului Ibiza III. Córdoba împarte de asemenea șasiul și motorizările sale cu  Volkswagen Polo IV și Škoda Fabia. Motorizările pe benzină pentru Córdoba variază de la 1,2 70CP la 1,6 105CP, iar cele pe motorină de la 1,4 TDI 70CP la 1,9 TDI 130CP. 
Cordoba, la fel ca alte sedanuri bazate pe hatchbackuri de succes, a înregistrat vânzări scăzute și s-a pus problema scoaterii modelului din producție după lansarea noului Ibiza în 2008.